# Traubenberg (Zollikon)

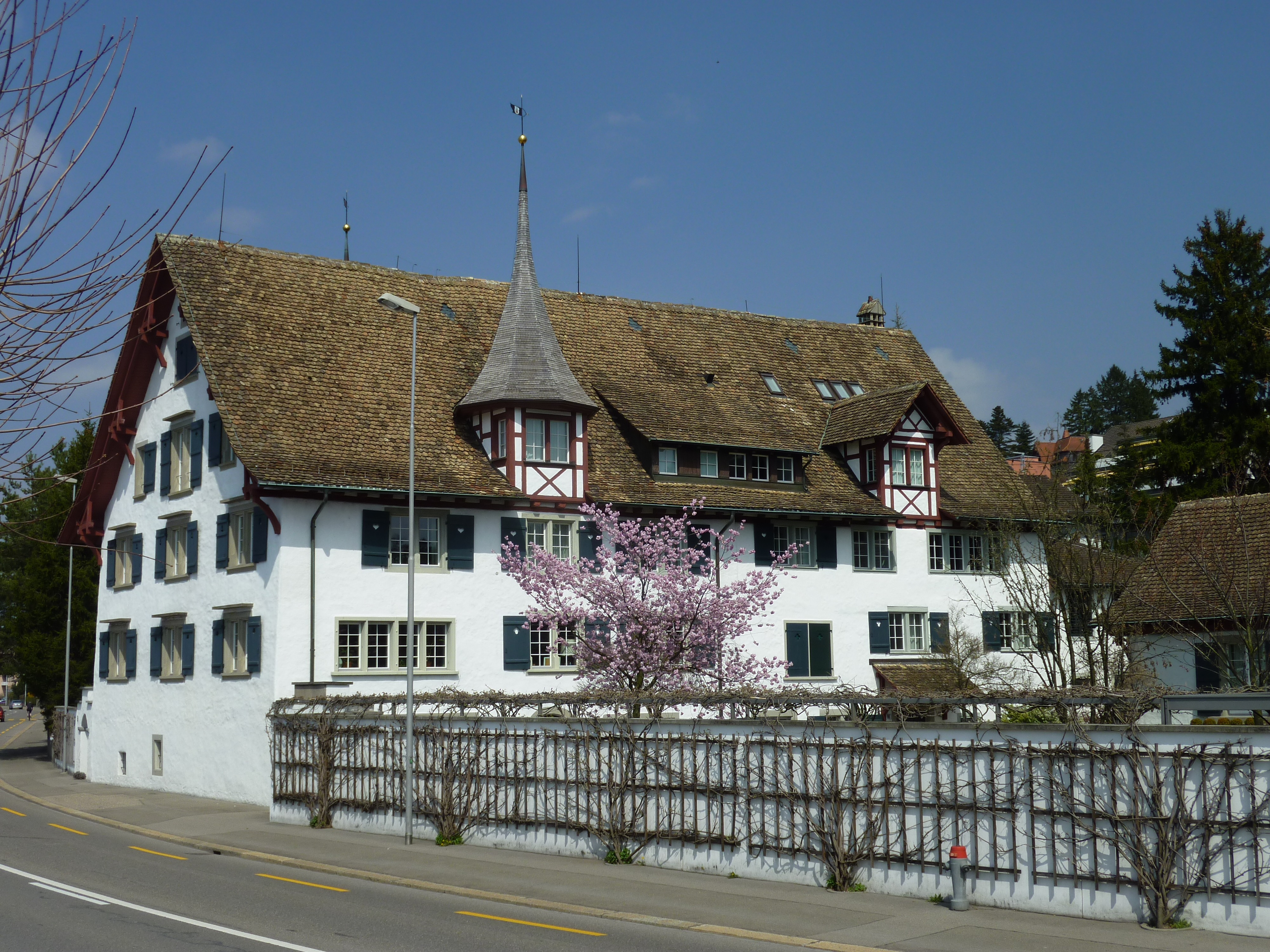
Traubenberg 2010

Um 1711 mit direktem Seeanstoss; Zeichnung von Johann Melchior Füssli

Das Haus zum Traubenberg steht in Zollikon bei Zürich an der Seestrasse. Es wurde vermutlich in der ersten Hälfte des 15. Jahrhunderts erbaut und gehört zu den markantesten Bauten am rechten Zürichseeufer. Wegen seiner reichen Innenausstattung und als Wohnsitz der Zürcher Bürgermeisterfamilie Escher ist es von grosser bau- und kulturhistorischer Bedeutung. Das Haus steht unter eidgenössischem Denkmalschutz.
Bis 1838 stand das Gebäude direkt am Wasser, vom See nur durch einen schmalen Fussweg getrennt. Schiffe legten an einem eigenen Hafen an. 1838 wurde vor dem Haus das Ufer für den Bau der Seestrasse aufgeschüttet, was zu etlichen Rechtsstreitigkeiten zwischen dem damaligen Besitzer, dem ehemaligen Zürcher Stadtrat Conrad Hirzel und dem Rat von Zürich führte.

## Beschreibung
Der Traubenberg ist ein zweigeschossiges, langgestrecktes Gebäude mit Kellergeschoss und Satteldach. Wie andere grosse Landhäuser steht es mit der Schmalseite zum See. Das ganze Gebäude ist mit einem einheitlichen Verputz überzogen. Die ursprüngliche Aufteilung in das seewärts gelegene Herrenhaus, ein verputzter massiver Steinbau, und das Pächterhaus aus Sichtfachwerk ist nicht mehr erkennbar. Auch im Innern ist die ursprüngliche Aufteilung nicht mehr zu erkennen. Charakteristisch sind die beiden Spitzhelmlukarnen, die ausgesprochene Herrschaftszeichen sind und auch bei anderen Landsitzen am Zürichsee vorkommen.
Der Traubenberg ist eines jener Gebäude, die immer wieder, meist im Auftrag der jeweiligen Besitzer, im Bild festgehalten wurden und dadurch sehr gut dokumentiert sind. Am bekanntesten ist wohl der Kupferstich von Johann Melchior Füssli, der erstmals 1717 in einer Serie über Zürichsee-Landhäuser erschien und von einer persönlichen Widmung an Johann Jakob Escher vom Glas begleitet wurde. Auch auf Prospekten des Seeufers ist der Traubenberg dank seiner auffallenden Lage oft abgebildet.

## Geschichte

### Bauerngut «In der Hell»

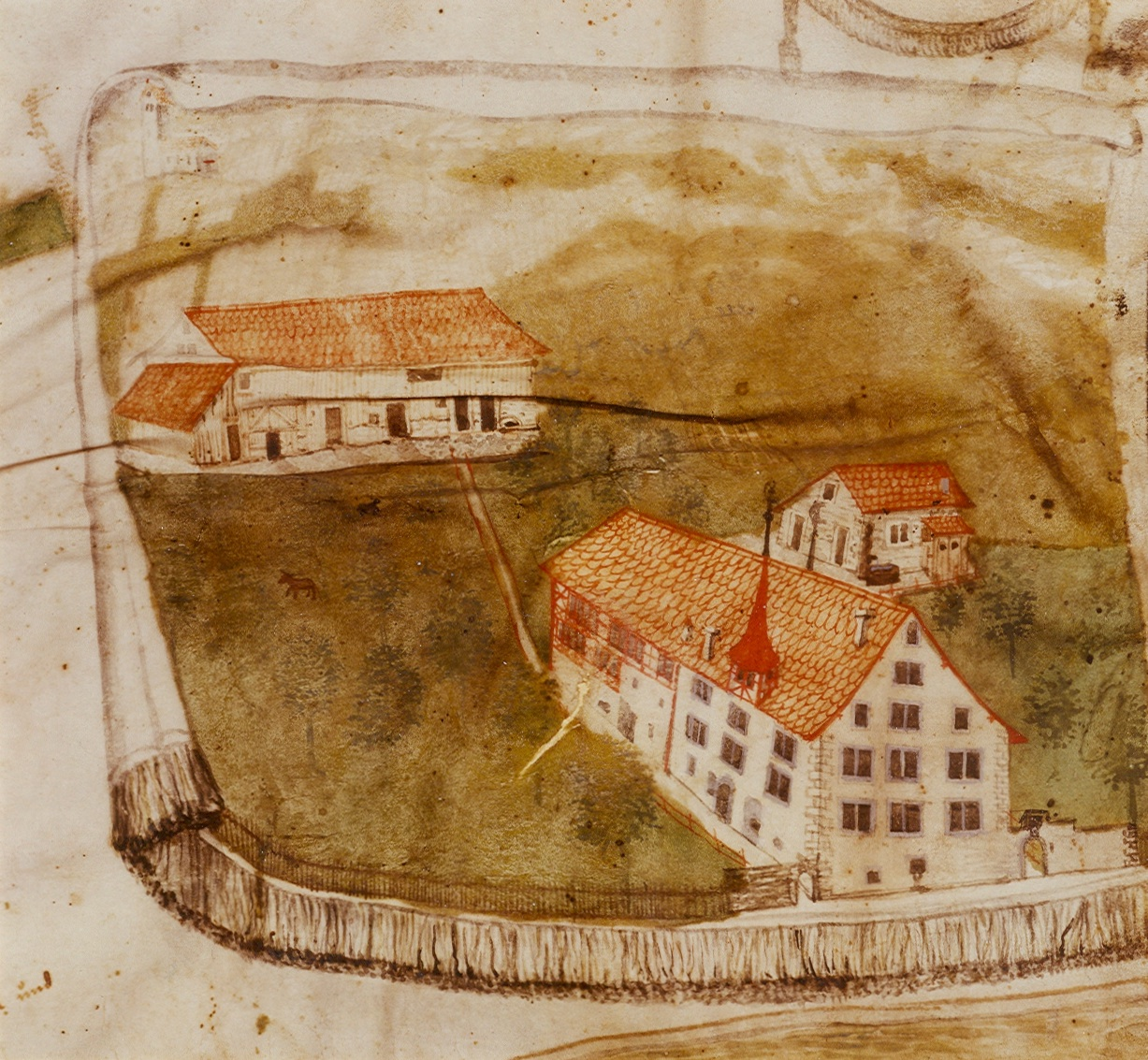
Vermutlich älteste Darstellung des Traubenbergs aus dem
17. Jahrhundert, Ausschnitt aus einem Plan, auf Leder gezeichnet

1446 wird erstmals ein einfaches Bauerngut erwähnt, das vermutlich wegen seiner tiefen Lage am See in der hell  (Hölle) genannt wurde. Wenig später erscheint 1480 in einer Urkunde 2 kammern reben in der guldinen halden by der hell gelegen sowie 1546 Klewi Stöwli hus in der hell.
Wie aus einem  Holzrodel von 1576 zu entnehmen ist, muss das Haus von der Familie Streuli an eine Familie Hottinger aus Zürich übergegangen sein: Jakob Hottinger von Zürich hat 1 Gerter, 2 Vierl. holz gekauft von Bartli Bumen, die soll er zu sim hus in der hell nutzen. Besagter Jakob Hottinger war Amtmann im Johanniterstift in Küsnacht. 1599 liess er seewärts an das bestehende Bauernhaus ein grosszügiges Herrenhaus anbauen, so dass Pächter und Besitzer unter einem Dach wohnten. Die Jahreszahl findet sich am Kapitell einer Säule in der Ostmauer des Erdgeschosses und ein weiteres Mal im Bogensturz der östlichen Eingangstür. Aus der gleichen Zeit stammen auch die bemalten Balkendecken im ersten und zweiten Stockwerk, die bei einer Renovation in den Jahren 1964/65 zum Vorschein kamen. Die älteste Decke im Musikzimmer im ersten Stock zeigt schwarz-weisse Motive; das schönste Muster überzieht den grossen Salon auf der seeseitigen Schmalseite im zweiten Obergeschoss.

### Familie Escher, 1672–1763

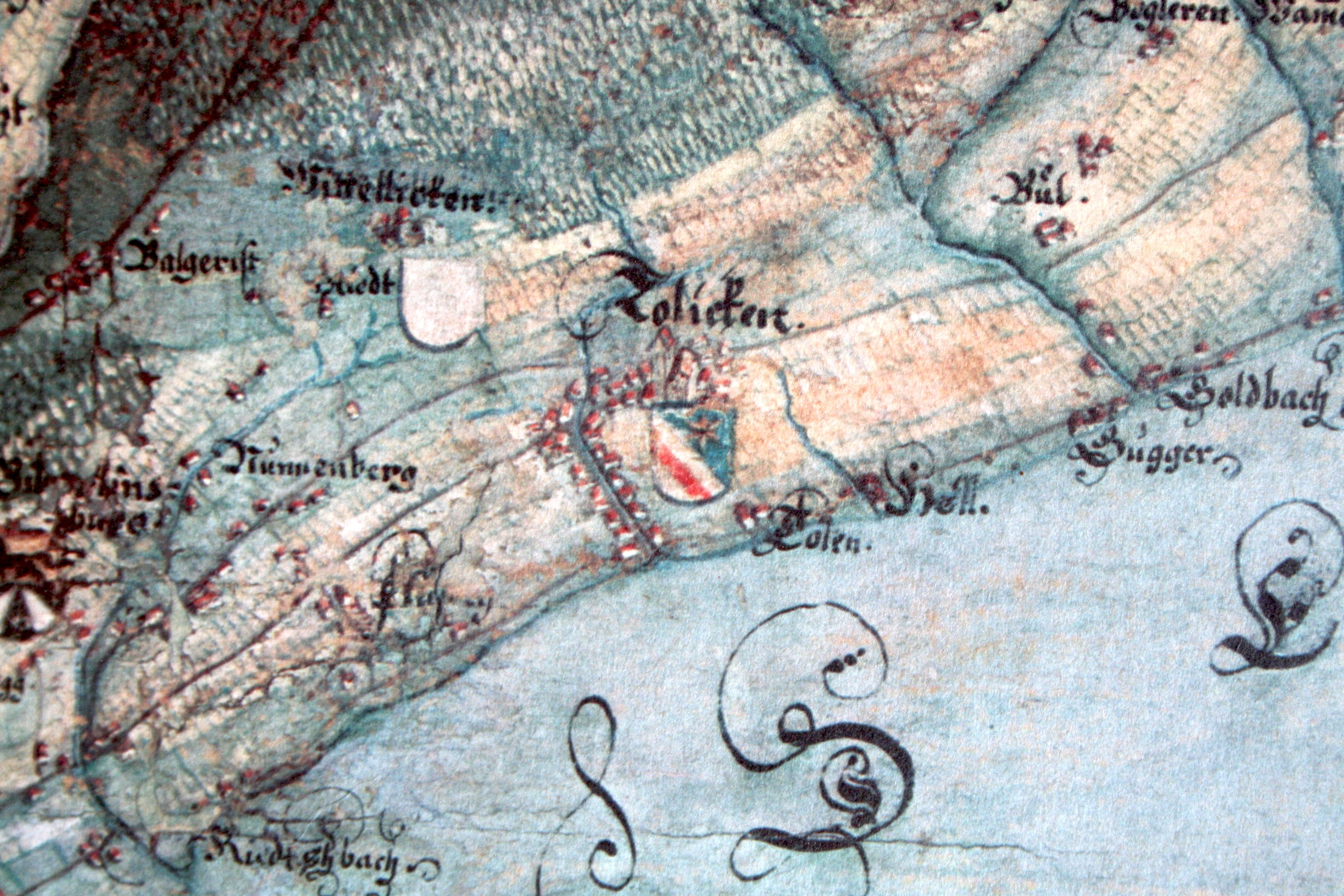
Gut In der Hell auf dem Gygerplan von 1667
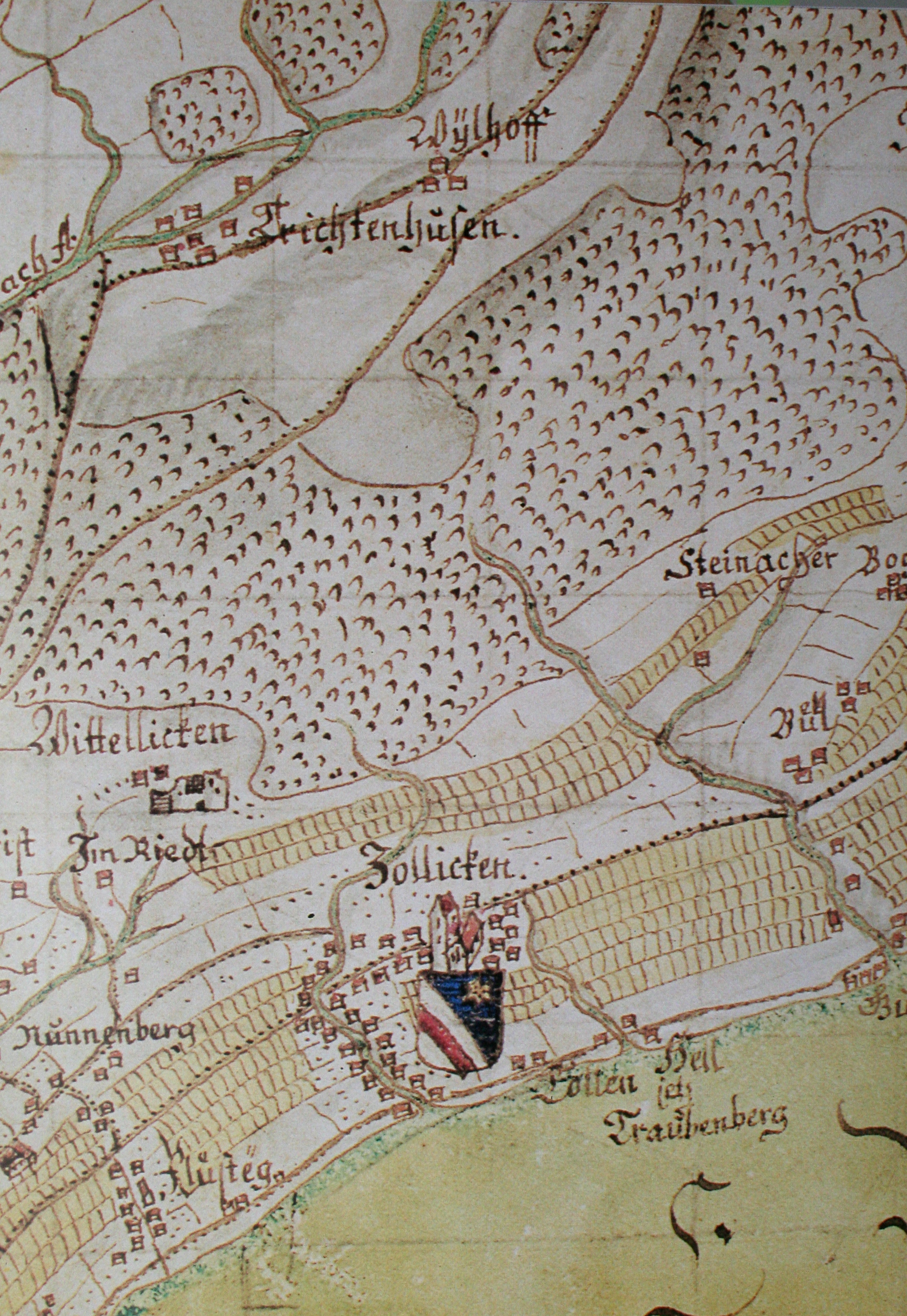
Gut Traubenberg auf der Umzeichnung des Gygerplans (18. Jahrhundert)

Am 11. September 1672 wurde das Gut an die Zürcher Familie Escher verkauft zusammen mit 40'000 m² Kraut- und Baumgarten, 7 Jucharten Reben, 4 Jucharten Ackerland, Wiesen und Wald und ein Hanff-Pündt, Scheune und Stall mit Kühen. Der Käufer war Hans Caspar Escher vom Glas (1625–1696), Musselinfabrikant und von 1691 bis 1696 Bürgermeister der Stadt Zürich. Nach dem Trubenberg kaufte er 1679 das Schloss Schwandegg bei Waltalingen und später das Schloss Girsberg bei Oberstammheim. Vermutlich gaben diese vornehmen Besitzungen den Anstoss zu den Umbauten und herrschaftlichen Innenausstattungen im Traubenberg. Auch die mit Frucht- und Blattornamenten bemalte Balkendecke im westlichen Zimmer des zweiten Stockwerkes stammt wohl aus jener Zeit; an einem Bogensturz findet sich die Jahreszahl 1679. Seit dieser Zeit trennt eine mannshohe Mauer den Garten vom Uferweg.
Nach dem Tod von Hans Caspar Escher ging das Haus an seinen Sohn Hans Jakob über (1656–1734), von 1711 bis 1734 Bürgermeister der Stadt und Republik Zürich. 1734 kam das Gut in den Besitz seines einzigen Sohnes Hans Caspar (1678–1762), der von 1740 bis zu seinem Tod Bürgermeister war.
Die drei Bürgermeister Escher machten das Gut «In der Hell» zu einem Mustergut für Weinbau, Obst- und Gartenkultur und gaben ihm den neuen Namen «Traubenberg». Aus der Zeit von 1685 bis 1755 existieren tagebuchartige Aufzeichnungen der Eschers, welche von den Ereignissen um den Traubenberg berichten. Als Landsitz nahe der Stadt war er oft Aufenthaltsort von Gästen aus dem Ausland, welche  Zürich besuchten. Hans Caspar Escher vermachte den Traubenberg seiner Enkelin Susanna (1732–1801), die 1763 den Stadtzürcher Hans Conrad Hirzel (1728–1797) heiratete. Mit ihrem Tod erlosch der Zweig der Escher vom Traubenberg.

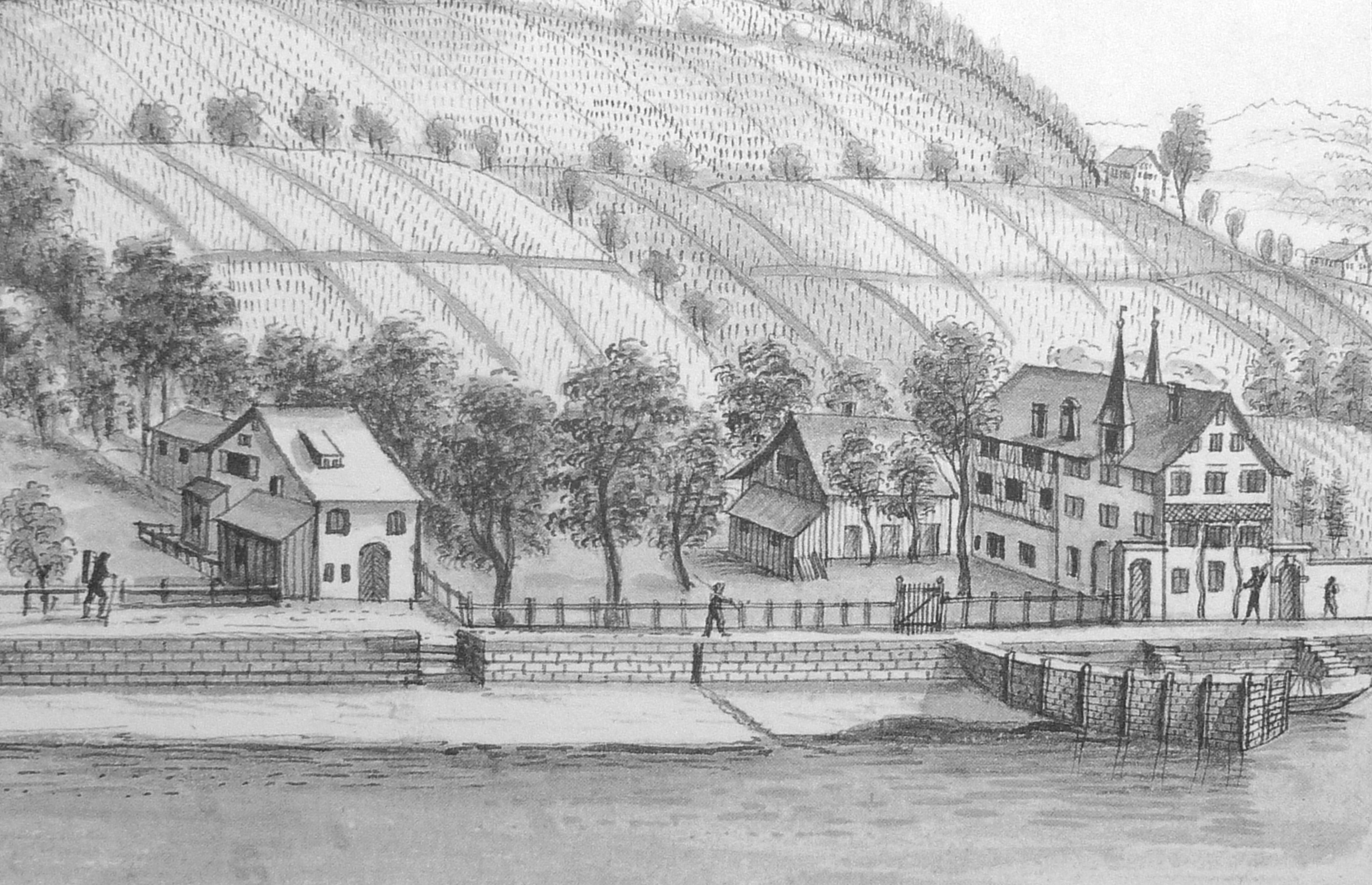
1711, rechts der Traubenberg – Stich von Johann Jakob Hofmann
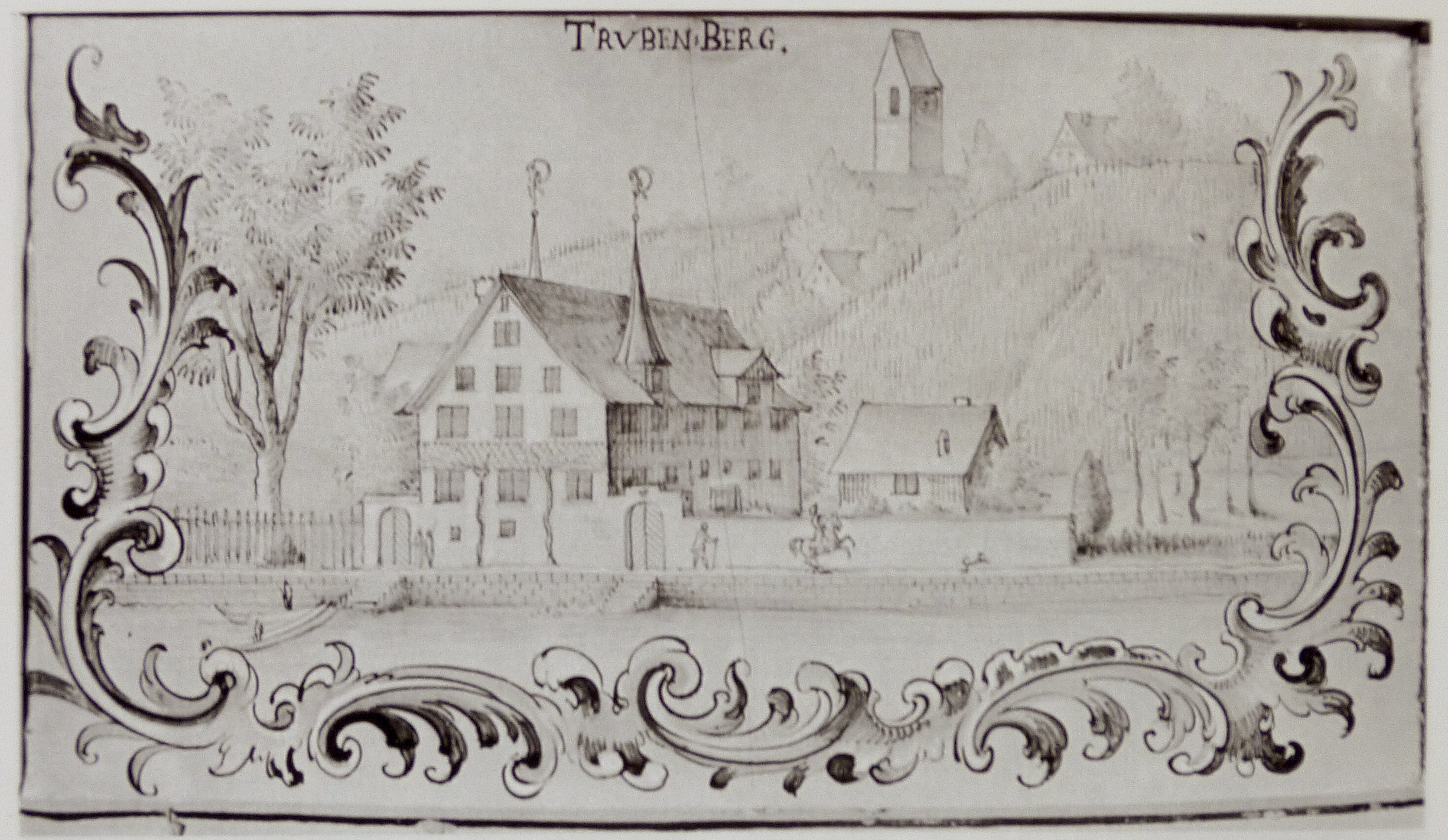
um 1750 – Darstellung auf einer Ofenkachel
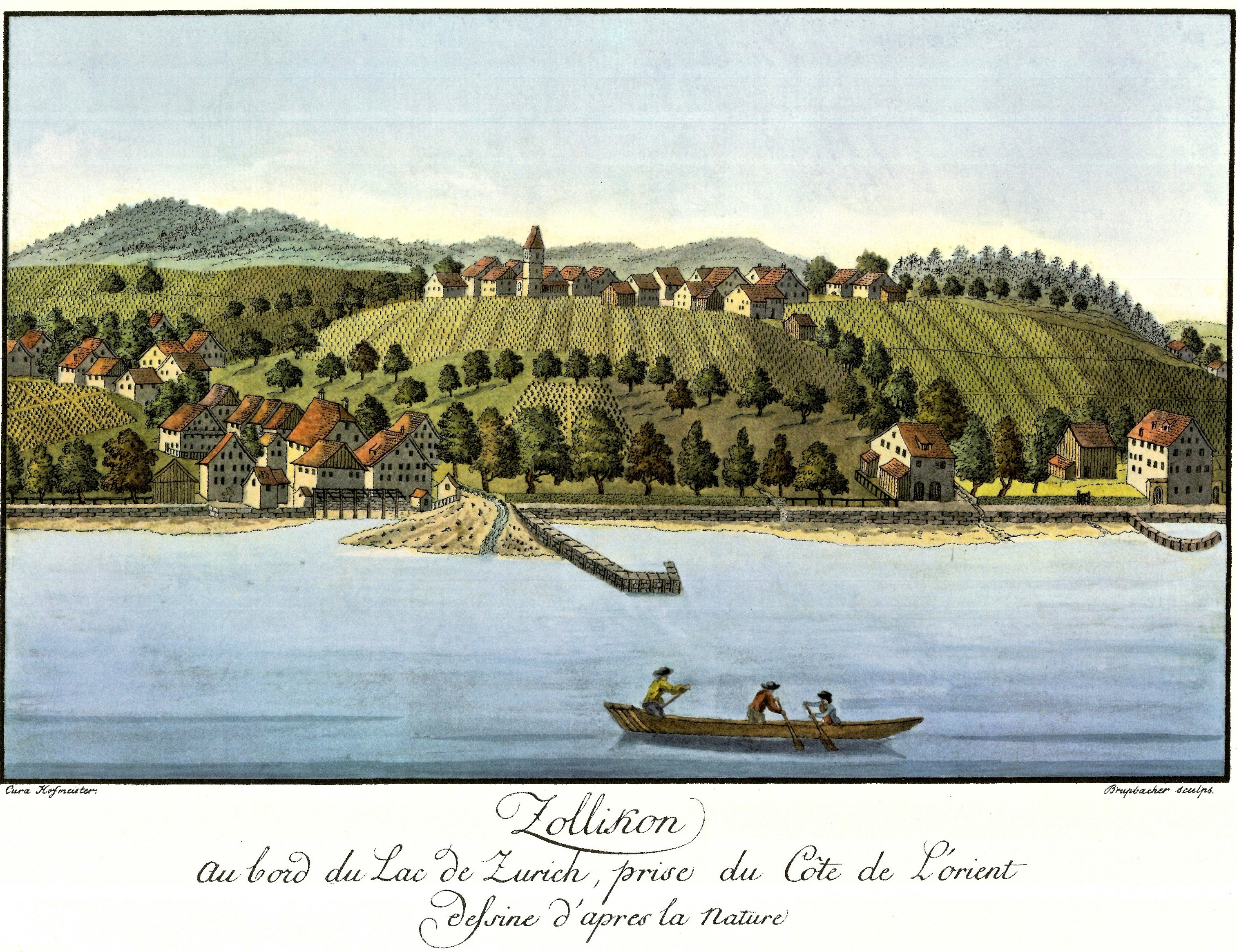
1794, rechts der Traubenberg – Stich von Heinrich Bruppacher
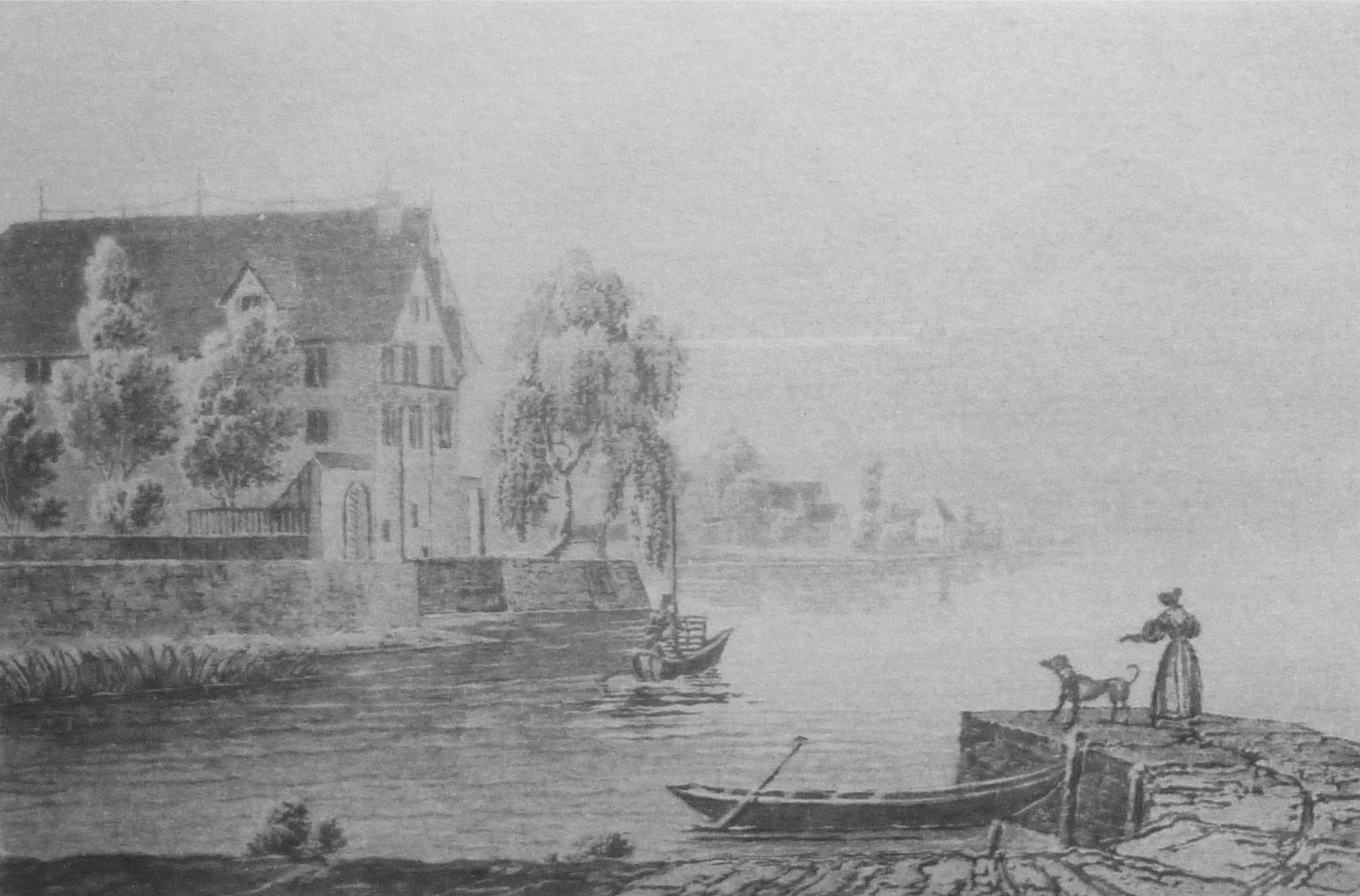
um 1830

### Familie Hirzel, 1763–1845

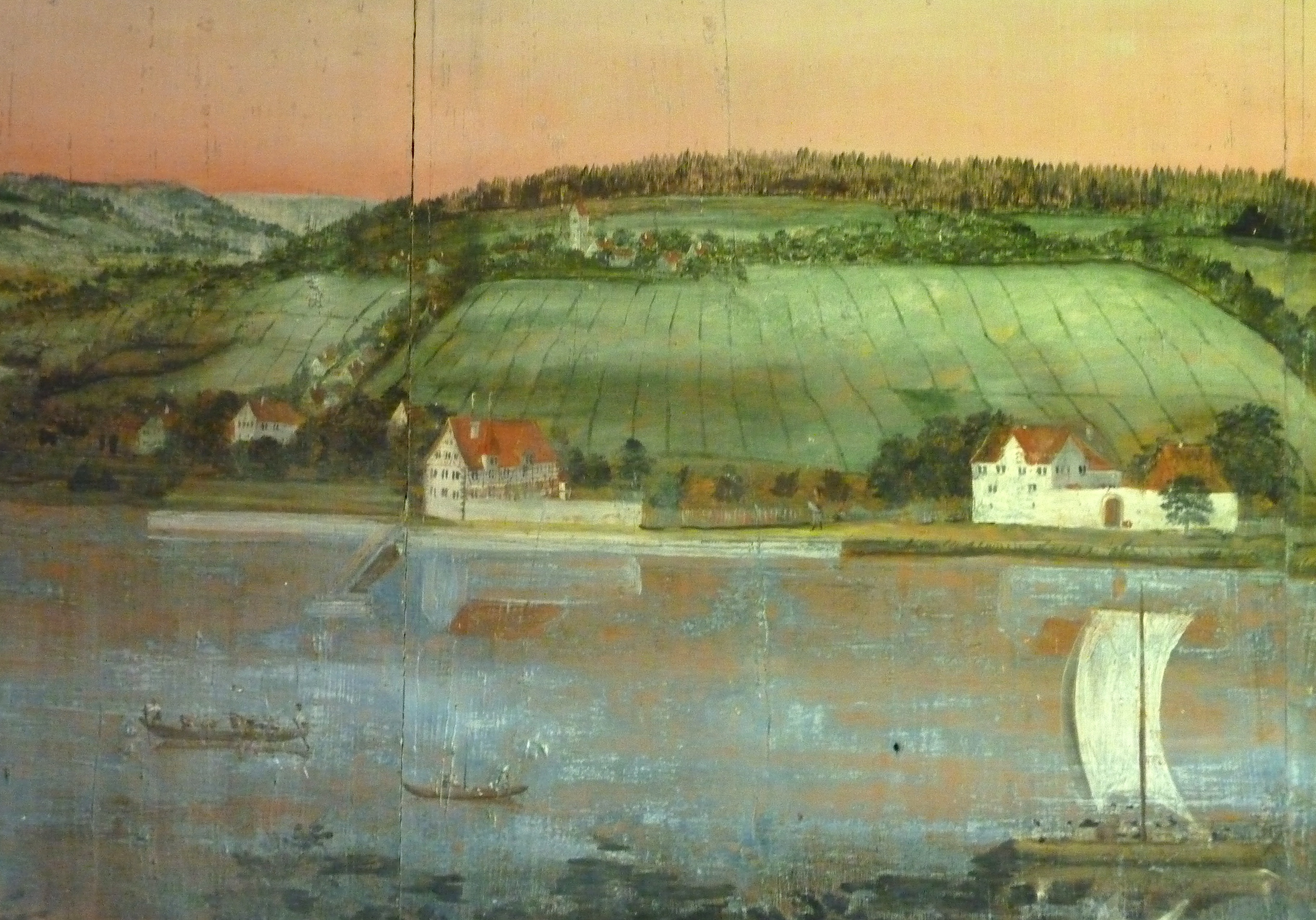
Um 1770, Darstellung auf einem Wandgemälde im Ritterhaus Bubikon

Besitzer des Hauses wurde 1801 Susannes Sohn Conrad Hirzel-Escher (1772–1844), der während der Französischen Revolution ein Schweizer Regiment im Dienste des französischen Königs führte. 1799, bei der zweiten Schlacht um Zürich, stand er in englischen Diensten. Beim Abzug der Russen über den Zollikerberg liessen diese am 26. September beim Burghölzlihügel eine schwere geschmiedete eiserne Truhe stehen. Sie soll von einem Wirt von der Forch zum Traubenberg gebracht worden sein und steht heute in der Eingangshalle im Erdgeschoss. In einer Seitentür eines Möbels aus dem Jahr 1803 im Landesmuseum (LM 19645) finden sich zwei handgeschriebene Blätter, die diesen Sachverhalt bestätigen. Die Truhe ist mit einem derart raffinierten Schliessmechanismus ausgestattet, dass sie sich trotz Schlüsseln nur mit fachkundiger Hilfe öffnen lässt.
Conrad Hirzel wurde später Stadtrat von Zürich. Nach seinem Tod gehört das Gut für kurze Zeit seinem Sohn Hans Caspar Hirzel (1808–1845).

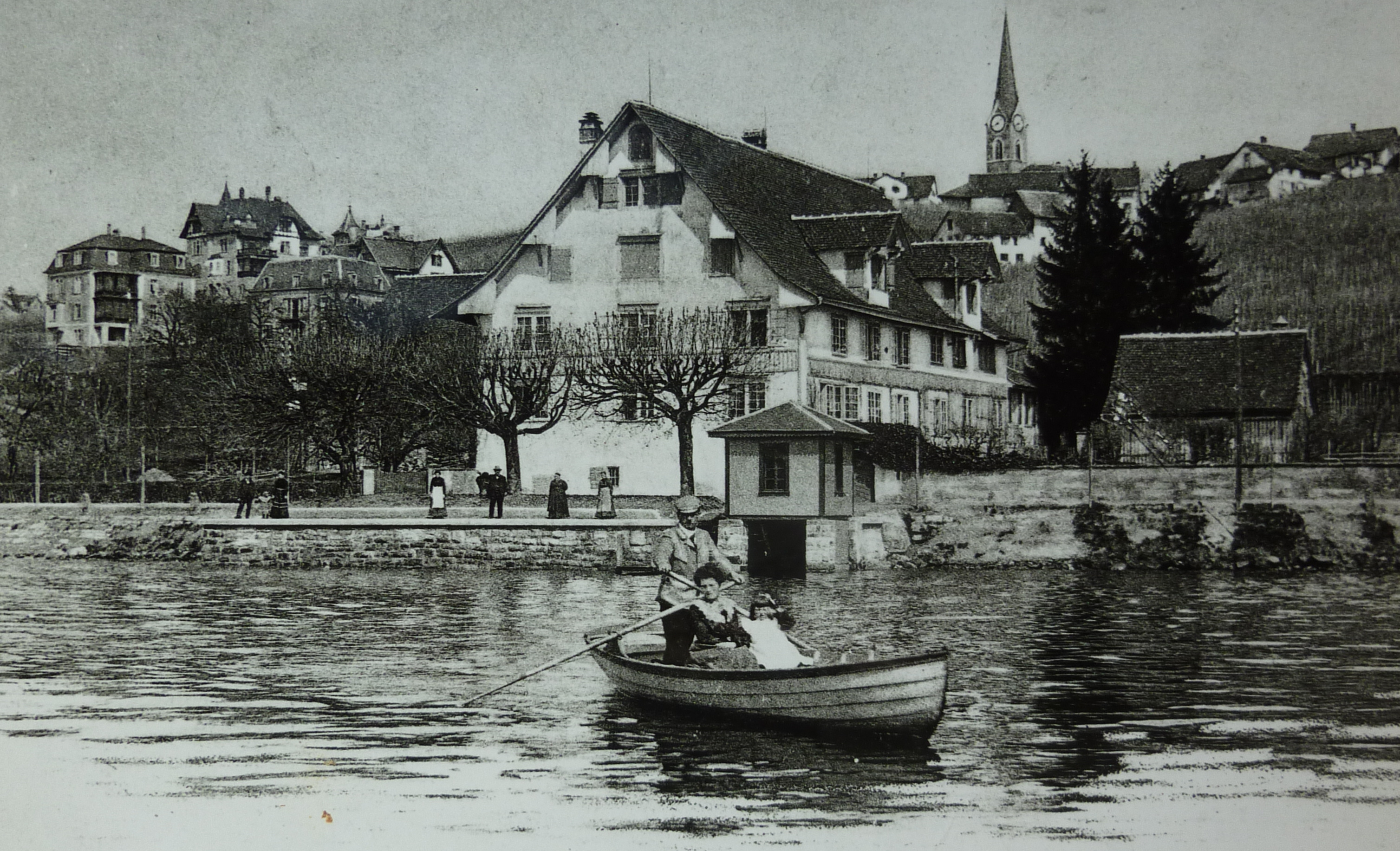
um 1910
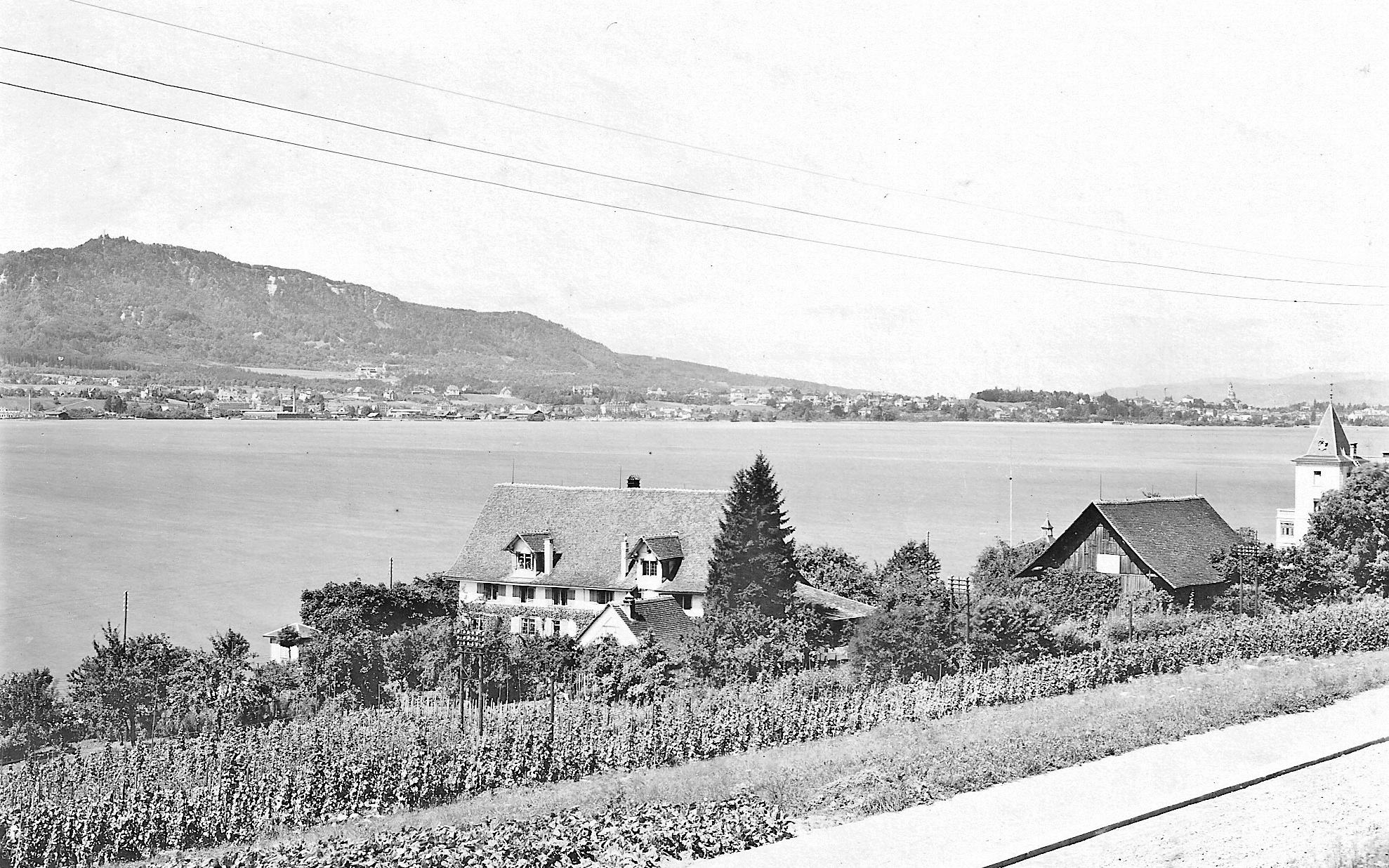
Ansicht von der Guggerstrasse
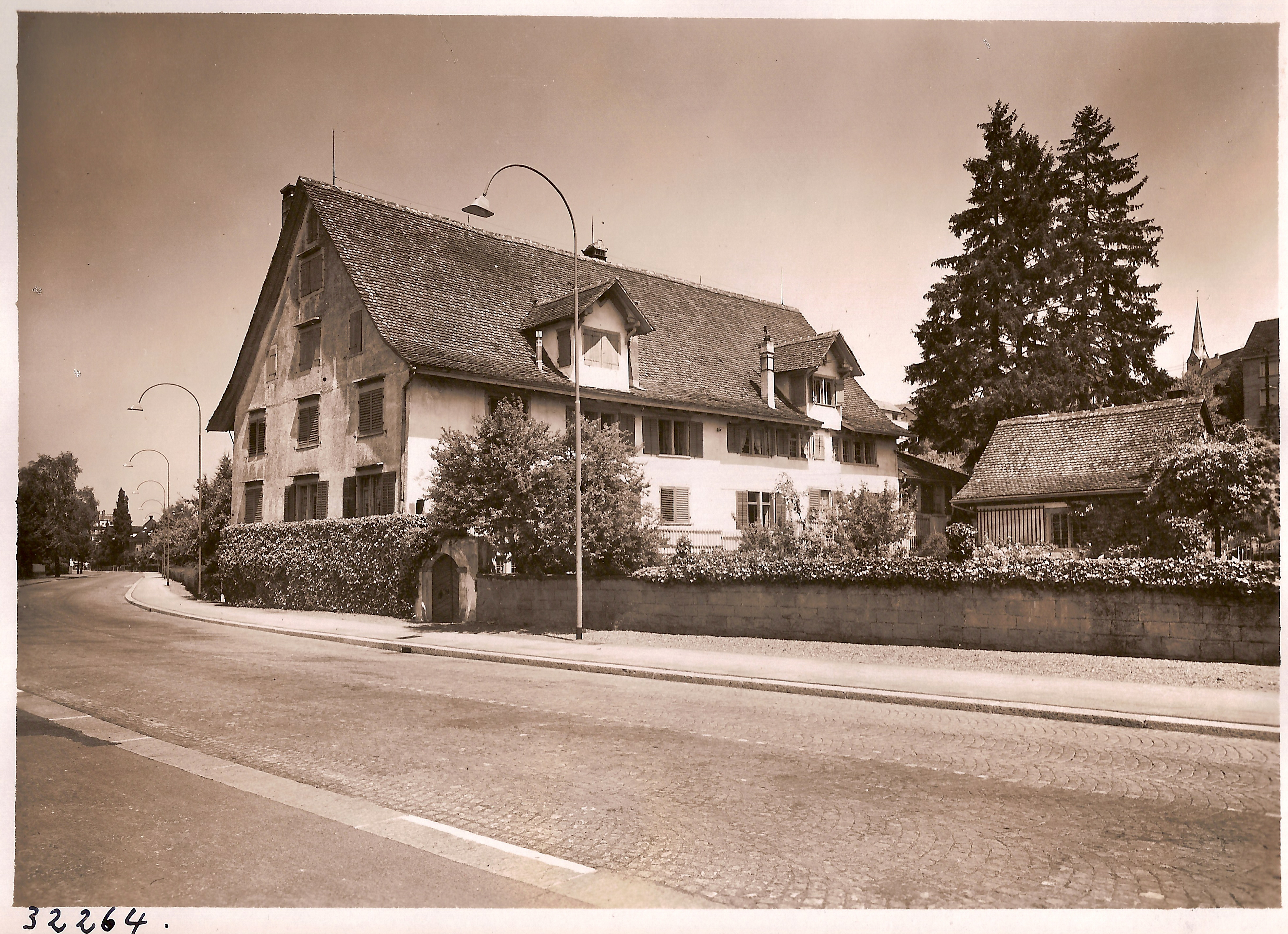
um 1930, ohne die Türmchen
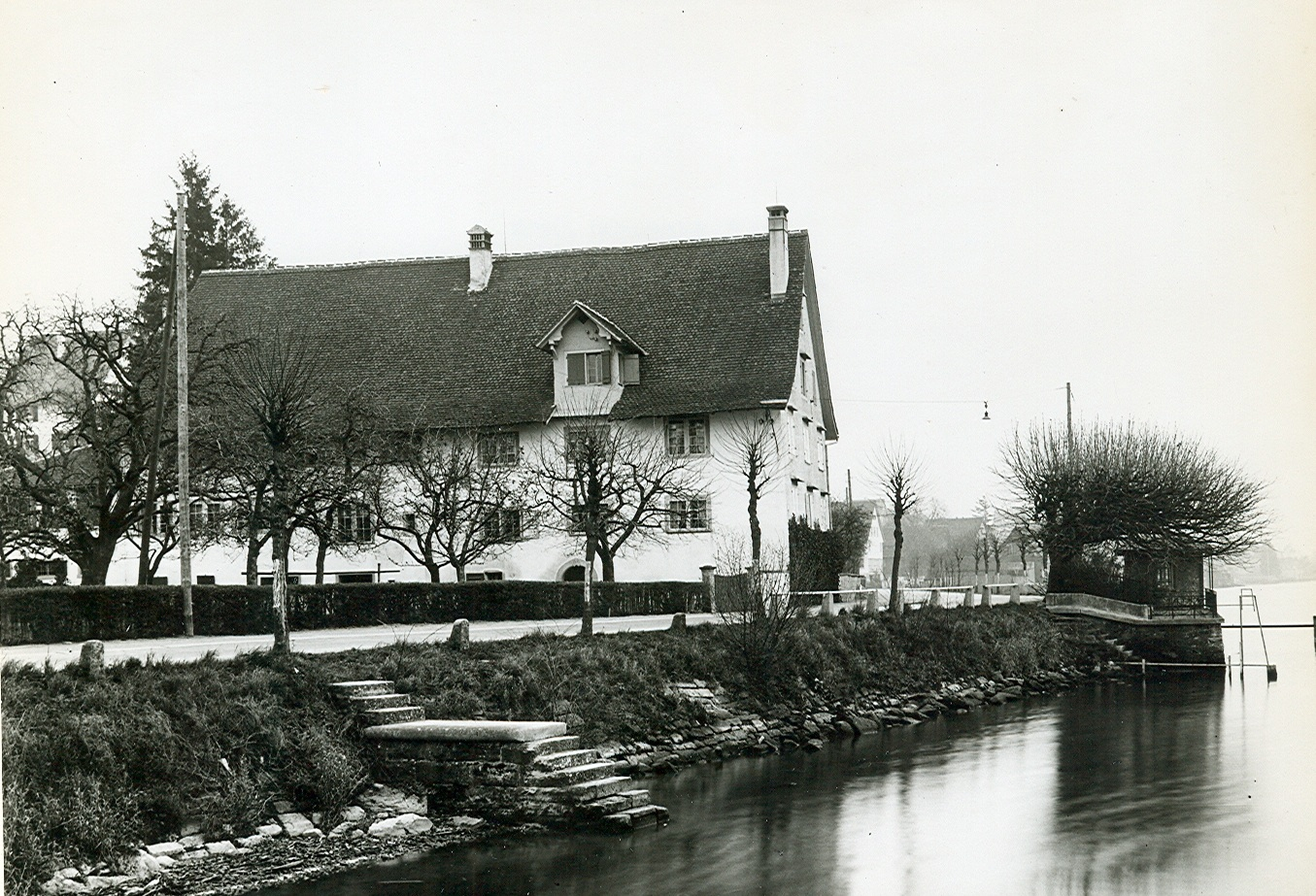
um 1930, von Norden

### Familie Meyer, 1845–1974

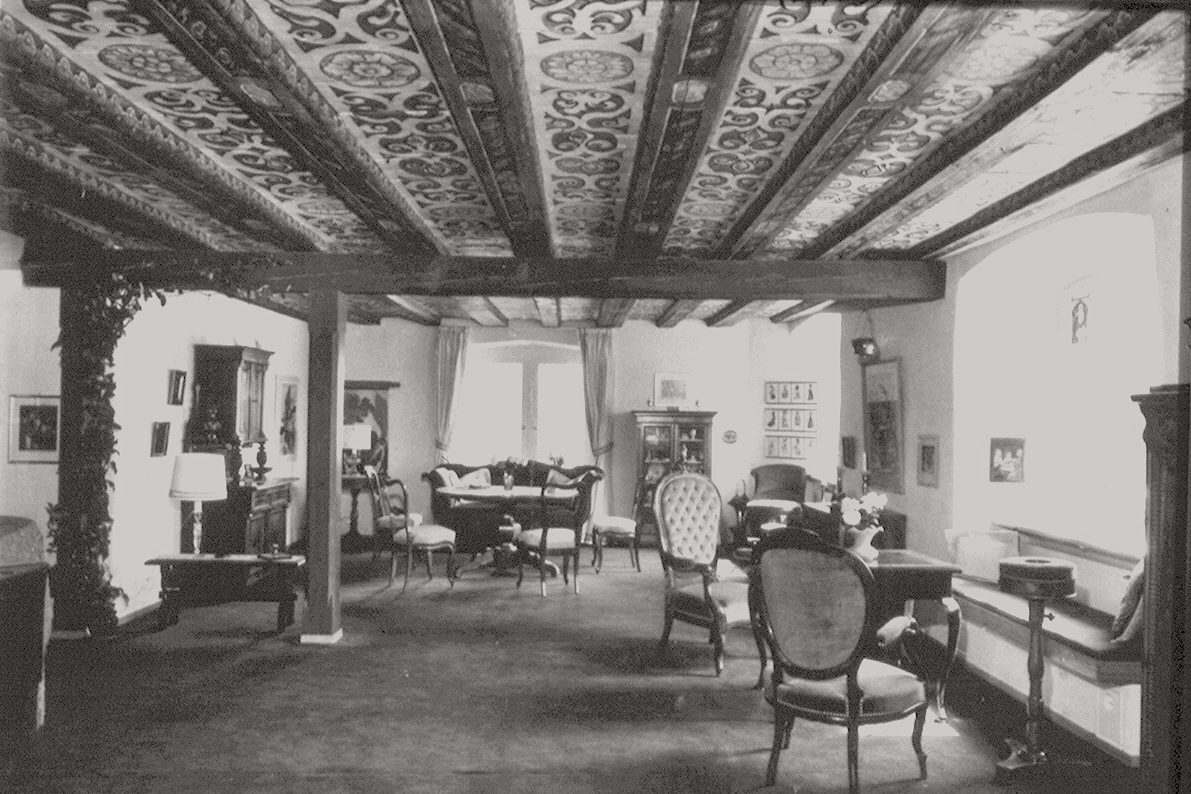
Grosser Salon

Nach dem frühen Tod ihres Bruders Hans Caspar übernahm seine Schwester Anna Cleophea Hirzel (1817–1884) 1845 den Traubenberg. Durch ihre Heirat 1841 mit Hans Jakob Meyer (1802–1863) kam der Traubenberg 1845 für 130 Jahre in den Besitz der Familie Meyer. Nach ihrem Tod führten ihr Sohn Jakob Hermann Meyer (1844–1927) und ihr Enkel Bruno Meyer-Landolt (1871–1935) das Gut umsichtig weiter. 1906 wurde elektrisches Licht installiert und das Badehäuschen direkt am See gebaut.
1935 trat Meyers Witwe Bertha Meyer-Landolt mit ihren zwei Töchtern Anna Margrit Meyer (1901–1997) und Elisabeth Häsli-Meyer die Erbschaft an. 1950 wurde die grosse Scheune nordwestlich des Hauptgebäudes abgetragen; das Land wurde für den Bau von Mehrfamilienhäusern verkauft.

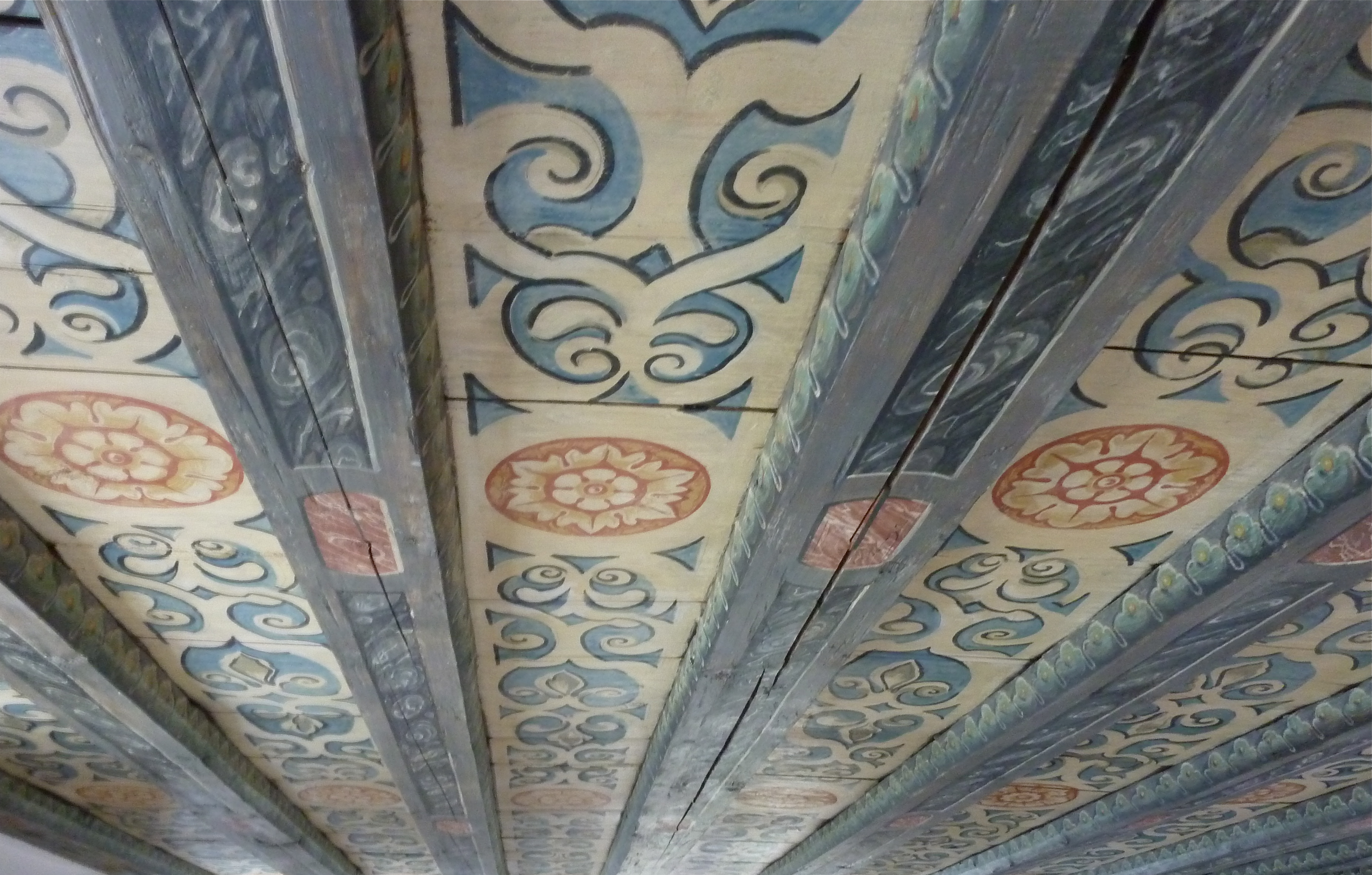
Decke im grossen Salon
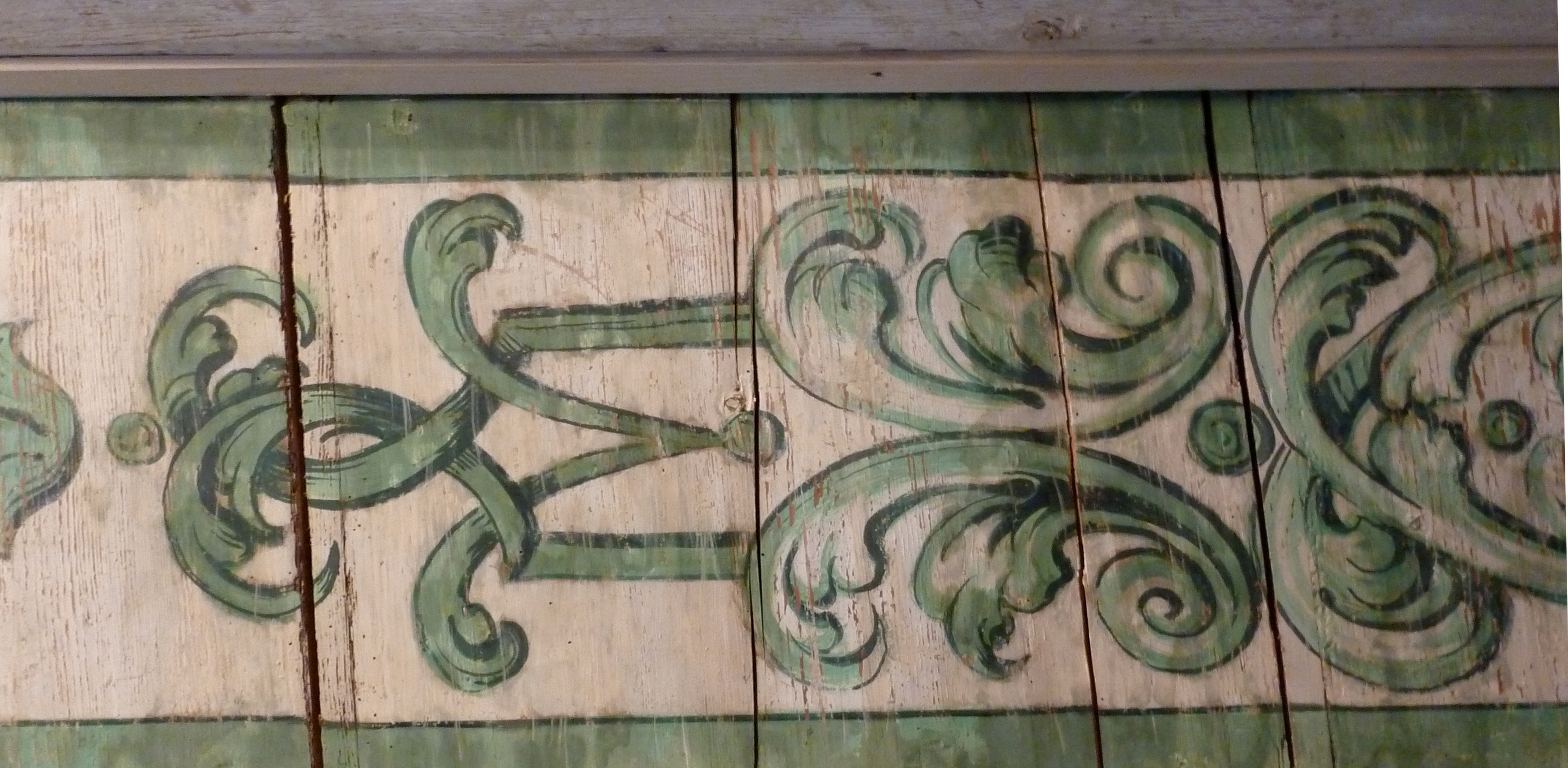
Deckenornamente im kleinen Salon

Nach dem Tod von Bertha Meyer-Landolt brachen 1961 unruhige Zeiten für den Traubenberg an: 1962 sollte das Gut abgebrochen werden, um einer Wohnüberbauung Platz zu machen. Gemeinsamen Bemühungen von Gemeinde und Kanton ist es zu verdanken, dass es 1963 zu einer Erbteilung kam und der Traubenberg in den Besitz von Anna Margrit Meyer kam. Anna Margrits Schwester Elisabeth Häsli-Meyer übernahm das Land, womit der Fortbestand des Gutes gesichert war.
1964/65 wurde der Traubenberg mit Hilfe von Bund, Kanton, Gemeinde und Heimatschutz unter der Leitung des Zolliker Architekten Werner Blumer und fachlicher Unterstützung durch den kantonalen Denkmalpfleger Walter Drack (1917–2000) gründlich renoviert und in sieben Wohnungen aufgeteilt. Dabei kamen eine Anzahl bemalter Balkendecken zum Vorschein, die sorgfältig renoviert wurden. Nach Abschluss der Bauarbeiten erklärten Bund und Kanton den Traubenberg zum eidgenössischen Schutzobjekt.
1969/70 liess Anna Margrit Meyer das abseits stehende Waschhaus zu einer Zweizimmerwohnung umbauen. Gleichzeitig wurden Unterflurgaragen, ein Geräteraum und ein Parkplatz erstellt.

### Familie Hirzel, ab 1975

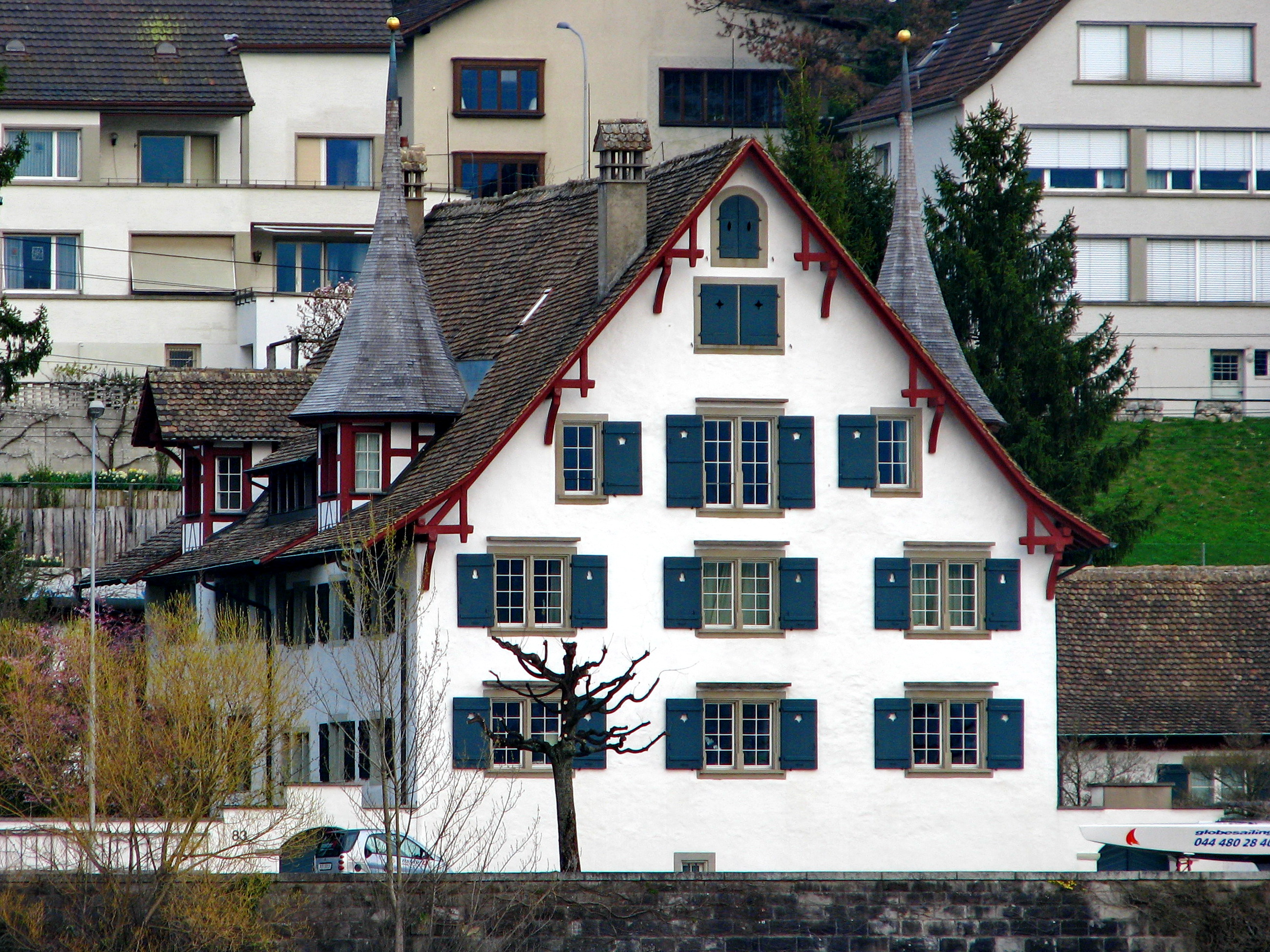
Ansicht vom See

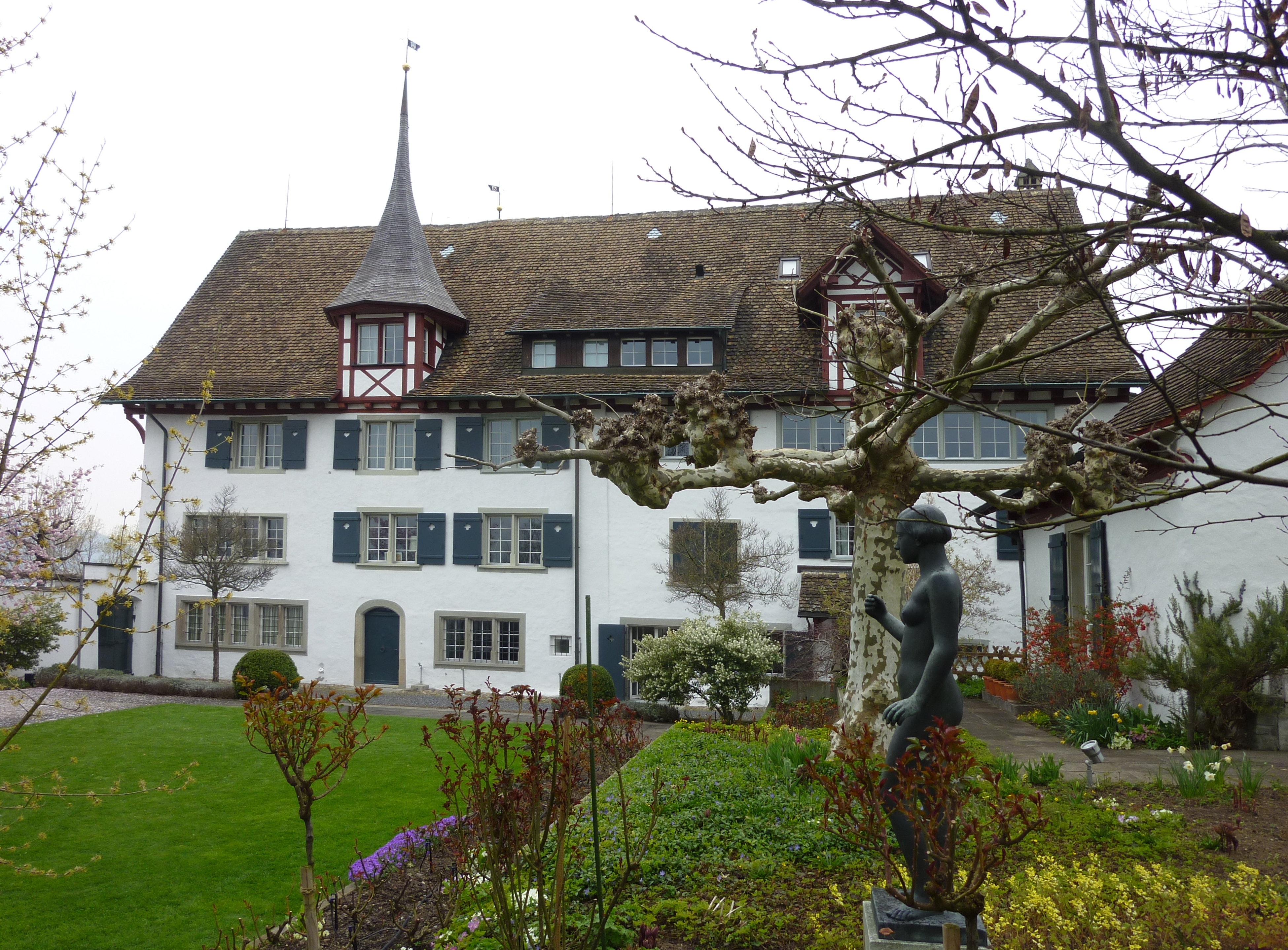
Ansicht von Süden

Am 30. Dezember 1974 vermachte Anna Margrit Meyer den ganzen Besitz der Familiengemeinschaft Hirzel, bestehend aus Heinrich (1909–1995) und Elisabeth Hirzel-Denzler (1909–1997) und deren zwei Söhnen mit Familien. Heinrich Hirzel war der Ur-Ur-Ur-Enkel von Hans Conrad Hirzel-Escher, dem der Landsitz von 1804 bis 1844 gehörte. Damit kam das Gut wieder in den Besitz der Familie Hirzel, die es auch heute noch bewohnt. Anna Margrit Meyer verstarb 1997 im Alter von 95 Jahren.
1976 wurde ein Lift eingebaut und ein Gartenpavillon erstellt. 1984/85 wurden mit finanzieller Unterstützung von Kanton und Gemeinde über den westlichen Giebellukarnen die beiden Spitzhelme wieder aufgebaut, die vom 15. Jahrhundert bis zum 19. Jahrhundert das Haus geprägt hatten. In den goldenen Kugeln liegen Kassetten mit Dokumenten. Die Wetterfähnchen sind geschmückt mit den Wappen der Familien Rosen-Meyer und Hirzel.
35 Jahre nach den letzten Renovationen wurden 1999/2000 wieder Erneuerungsarbeiten durchgeführt. 1965 mussten aufgrund der damals geltenden Brandschutzvorschriften viele historisch wertvolle Teile verkleidet und abgedeckt werden. Die neuen Vorschriften liessen sichtbare Holzkonstruktionen wieder zu, weshalb die Strebebalken im Dachgeschoss wieder freigelegt wurden. Fachwerkwände, alte Tonplattenböden und hölzerne Riemenböden wurden gereinigt und aufgefrischt. Über der Eingangshalle wurde die niedrige Decke im Bereich des Aufgangs geöffnet, um mehr Licht hereinzulassen. Die modernen Architekturelemente aus Glas und Stahl unterordnen sich der historischen Bausubstanz. Die Aufteilung der Wohnungen wurde beibehalten.
Der Garten wurde mit einer hohen Mauer umgeben, um die Liegenschaft gegen die Lärmimmissionen der Seestrasse zu schützen.